# 1677 en musique classique
| \| • Retour à la chronologie générale de la musique classique • \| |
| Grèce • Rome • Haut Moyen Âge • VIIIe siècle • IXe siècle • Xe siècle • XIe siècle XIIe siècle • XIIIe siècle • XIVe siècle • XVe siècle • XVIe siècle • XVIIe siècle XVIIIe siècle • XIXe siècle • XXe siècle • XXIe siècle |
| • Retour à la chronologie générale de la musique classique • |

| Années en musique classique : 1674 - 1675 - 1676 - 1677 - 1678 - 1679 - 1680    |
| Décennies en musique classique : 1640 - 1650 - 1660 - 1670 - 1680 - 1690 - 1700 |

## Événements
- Charles II d'Angleterre nomme Henry Purcell musicien de la cour.

## Œuvres
- Luz, y norte musical (Étoile polaire de la musique) de Lucas Ruiz de Ribayaz.
- Te Deum et Isis de Lully.
- Premier livre de clavecin de Nicolas Lebègue.

## Naissances
- 2 février : Jean-Baptiste Morin, compositeur français († 27 avril 1745).
- 4 février : Johann Ludwig Bach, violoniste et compositeur allemand († 1er mai 1731).
- 26 février : Nicola Fago, compositeur et pédagogue italien († 18 février 1745).
- 25 mai : Alexandre de Villeneuve, compositeur français († 1756).
- 18 juin : Antonio Maria Bononcini, violoncelliste et compositeur italien († 8 juillet 1726).
- septembre : Louis de Caix d'Hervelois, compositeur français († 17 octobre 1759).

Date indéterminée :
- Christian Petzold, compositeur et organiste allemand († 2 juillet 1733).

## Décès
- mars : Robert Cambert, compositeur et organiste français (° vers 1628).
- 29 octobre : Charles Coypeau d'Assoucy, écrivain et musicien français (° 16 octobre 1605).
- 11 novembre : Barbara Strozzi, chanteuse et compositrice italienne (° 6 août 1605).

Date indéterminée :
- Matthew Locke, compositeur anglais (° vers 1621).
- Sébastien Le Camus, violoniste, théorbiste, et compositeur français (° vers 1610).